# The BMJ
The BMJ é uma publicação periódica do Reino Unido. É uma das mais influentes e conceituadas publicações sobre medicina no mundo. É publicada pelo BMJ Group, uma subsidiária integral da British Medical Association que publica vária dezenas de jornais enfocando diferentes especialidades médicas. Originalmente chamado de British Medical Journal, o título foi encurtado para The BMJ em 2014.
O fator de impacto da publicação foi de 39,8 em 2021.